# What a Blonde
What a Blonde é um filme de comédia estadunidense dirigido por Leslie Goodwins e estrelado por Leon Errol, Richard Lane,  Michael St. Angel e Elaine Riley. O roteiro, de Charles Roberts, foi baseado em uma história de Oscar Brodney. O filme foi lançado pela RKO Radio Pictures em 27 de janeiro de 1945.

## Elenco
- Leon Errol como F. Farrington Fowler
- Richard Lane como Pomeroy
- Michael St. Angel como Andrew Kent
- Elaine Riley como Cynthia Richards
- Veda Ann Borg como Pat Campbell
- Lydia Bilbrook como Sra. Fowler
- Clarence Kolb como Charles DaFoe
- Ann Shoemaker como Sra. DaFoe
- Chef Milani como Tony Gugliemi
- Emory Parnell como McPherson - A1